# طاولة مستديرة

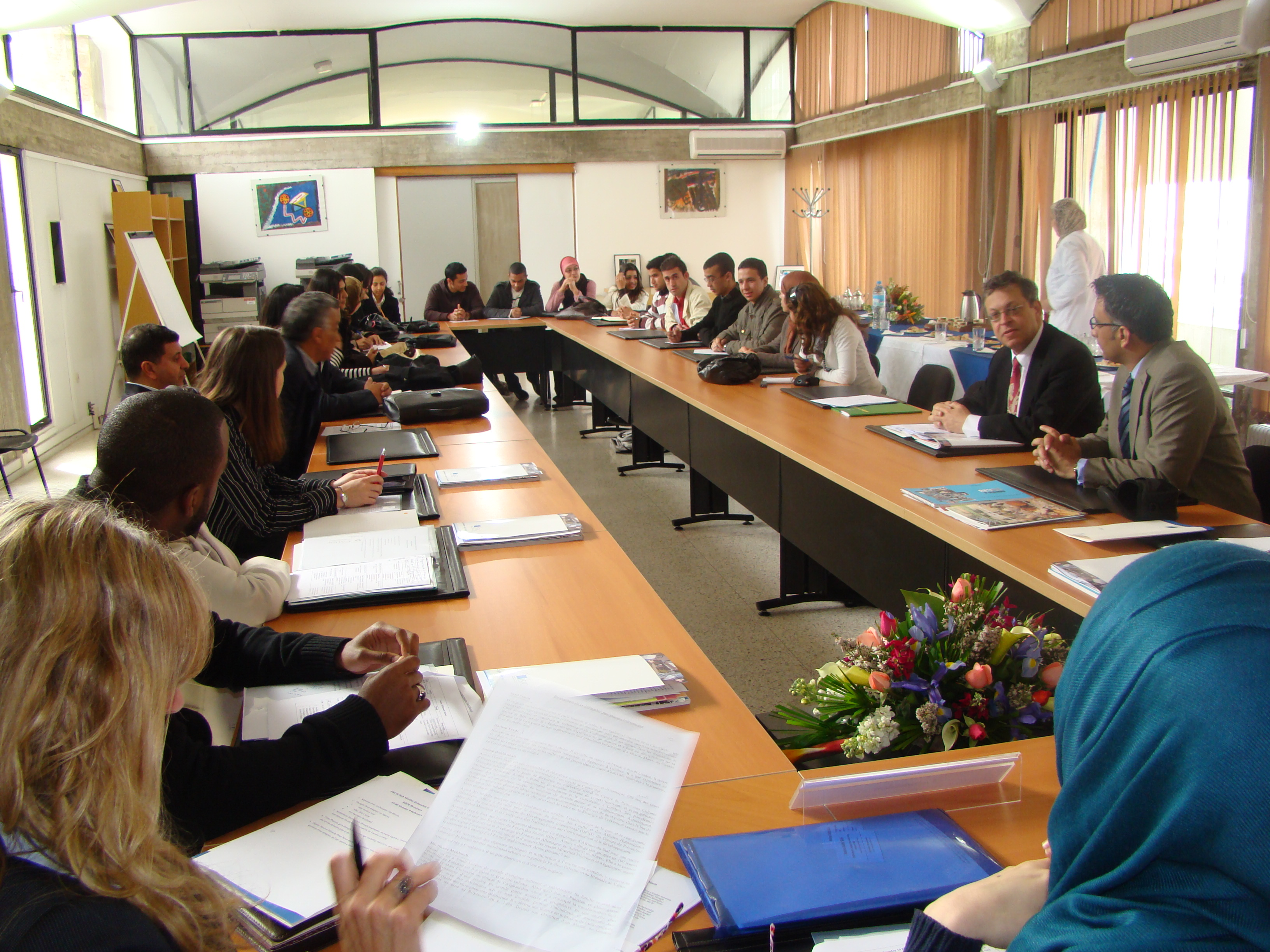
نقاش حول طاولة مستديرة بالرباط

الطاولة المستديرة هي طاولة بدون «رأس» أو «جوانب»، للتعبير عن التساوي بين المجتمعين، لذا أي من الجلوس له موقع مميز ويعامل معاملة مستوية. أُخذت الفكرة من أسطورة طاولة الملك آرثر المستديرة في كاميلوت.
اليوم، يتم استخدام الطاولة المستيدرة في الاجتماعات التي تحتوي العديد من الأطراف، بالإضافة إلى استخدام المصطلح «مائدة مستديرة» للتعبير عن حل وسط.